# Fabrice Roehrig
Fabrice Roehrig est un pêcheur français, licencié au club SCGM (rattaché AFPS - Île-de-France) et à la Fédération française des pêcheurs en mer (FFPM).

## Palmarès
- triple vice-champion du monde individuel du lancer des poids de mer, avec deux médailles d'argent, au plomb de 150gr et de 175gr, en 2006, 2007, et 2008 (à Grândola, Saint-Cyprien, et Rome), plus également une médaillé d'argent individuelle au plomb de 175gr en 2011 (à Coltano), et une médaille de bronze individuelle au plomb de 125gr en 2008 (à Rome);
- Triple champion du monde par équipes consécutivement, des 9e aux 11e championnats mondiaux, en 2006 (à Grândola), 2007 (à Saint-Cyprien), et 2008 (à Rome) (avec André Poidevin (capitaine, SCGM), Jean-Pierre Debrié (SCGM), Stéphane Moulin (SCGM), Olivier Folcke (CCC)...);
- 3e aux championnats du monde par équipes en 2011 (à Coltano);
- Champion de France individuel du lancer des poids de mer en 2011;
- 2e de la Coupe de France individuelle du lancer des poids de mer en 2006 et 2010.

(remarque: Danny Moeskop a remporté individuellement les douze championnats mondiaux disputés de 1998 à 2010)